# Paradaeum rattrayi
Paradaeum rattrayi is een hooiwagen uit de familie Triaenonychidae.